# Defensivă
Defensiva este operațiunea militară desfășurată cu scopul de a preveni un atac, de a reduce pierderile și a evita cucerirea unui anumit teritoriu. Cele mai cunoscute modalități de apărare din istorie sunt armura, scutul, zidurile cetăților sau, din armamentul modern, rachetele.
De-a lungul istoriei, cei care au apelat la defensivă au obținut un oarecare avantaj față de atacatori, datorită posibilității de a-și întări poziția, de a se pregăti de luptă și de a utiliza obstacole precum fortificații, mine de teren sau tranșee. În condițiile contemporane de război, după cum a demonstrat intervenția forțelor Coaliției în Irak din 2003, superioritatea tehnologică reprezintă un factor cel puțin la fel de important.